# Христіан Ейкман
Христіа́н Е́йкман (нід. Christiaan Eijkman) — (11 серпня1858, Нейкерку, Нідерланди — 5 листопада 1930, Утрехт, Нідерланди) — нідерландський лікар-патолог. Здобув медичний ступінь в Амстердамському університеті, деякий час служив медичним офіцером у нідерландській Ост-Індії. Працюючи на посаді директора «Школи лікаря Джави» на острові Ява шукав причину виникнення авітамінозу й, зрештою, довів, що хвороба бері-бері викликається неправильним раціоном харчування, що згодом призвело до відкриття вітамінів. Після повернення до Нідерландів працював професором бактеріології Утрехтського університету з 1898 по 1928 рік. Його галуззю досліджень були: гігієна та судова медицина, а особливий інтерес викликали тропічні хвороби. У 1929 році спільно з Фредеріком Гопкінсом Ейкман був відзначений Нобелівською премією з фізіології або медицини. Тяжкий стан через хворобу завадив йому поїхати до Осло, щоб прийняти премію особисто. На його честь Утрехтський університет заснував «Вищу школу імунології та інфекційних хвороб Ейкмана».

## Життєпис
Христіан Ейкман народився 11 серпня 1856 року в Нейкерку, провінція Гелдерланд, Нідерланди. Його батько, Христіан Ейкман (нід. Christiaan Eijkman), працював шкільним директором, а мати, Йоганна Аліда Пул (нід. Johanna Alida Pool), була домогосподаркою. Окрім Христіана в родині було ще шестеро дітей. У 1875 році він вступив до Військово-медичної школи Амстердамського університету, бажаючи в майбутньому приєднатися до Ост-Індської королівської армії Нідерландів. У 1883 році в Амстердамі він отримав докторський ступінь з відзнакою за дисертацію «Про поляризацію нервів» (нід. Over polarisatie in de zenuwen). В тому ж році він залишив Нідерланди, щоб розпочати лікарську практику в нідерландській Ост-Індії. У 1885 році, перебуваючи на острові Ява, він заразився малярією і був змушений повернутися до Європи, щоб пройти курс лікування. Завдяки цьому випадку Ейкман зацікавився дослідженням тропічних хвороб, яким присвятив усе своє життя. В Нідерландах він співпрацював з дослідницькою лабораторією в Амстердамі. Однак, більшість свого часу присвятив роботі у Берлінській лабораторії Роберта Коха. Саме тут Ейкман розпочав співпрацю з Корнелісом Пекелхарінгом та Тіберіусом Вінклером, які на той час готувалися до дослідницької експедиції з вивчення бері-бері. Хвороба, що супроводжується труднощами при ходьбі, поколюванням або втратою чутливості в руках і ногах, втратою м'язової функції сухожильних рефлексів або паралічем гомілок і сплутаністю свідомості, була широко поширена в нідерландській Ост-Індії. Ейкман приєднався до них у якості військового лікаря й 1887 році прибув на острів Ява. Проте незабаром Пекелхарінг і Вінклер були відкликані до Нідерландів, а Христіан продовжив роботу й в 1887 році був призначений керівником «Школи лікаря Джави» (нід. Dokter Djava School). Таким чином його військова кар'єра була закінчена й Ейкман зосередився на дослідженнях. У період з 1888 по 1896 рік він також обіймав посаду директора Медичної лабораторії, де розвіяв низку міфів про акліматизацію європейців у тропіках. Він довів, що показники крові прибулих, які акліматизувалися до нових умов, не змінювалися й не існувало відмінностей між фізіологією дихання чи обміну речовин між європейцями та корінним населенням. Згодом Ейкман захворів і більше не міг продовжувати свої дослідження в нідерландській Ост-Індії. У 1898 році він повернувся до Нідерландів, проте на цьому його вивчення хвороби бері-бері не закінчилося. Під його керівництвом подальші дослідження продовжив Вордерман разом з Герітом Грейнсом. Не менш успішною була діяльність Ейкман після повернення. Подальші роки він присвятив продовженню дослідження з бактеріології, гігієни та охорони здоров'я. Широку відомість здобув винайдений Ейкманом тест на основі бродіння, за допомогою якого визначали чи була вода забруднена фекаліями людини або тварин та перевірити наявність кишкової палички. Христіан був відомим тогочасним поборником поширенню алкоголізму та туберкульозу. У 1907 році Ейкман був призначений членом Нідерландської королівської академії наук і кореспондентом Американської академії наук. За видатні заслуги перед наукою був нагороджений рядом державних орденів, а серед міжнародних найвідомішою була американська медаль Джона Скотта. Разом з тим Ейкман увійшов до історії науки, як лауреат Нобелівської премії. В 1929 році його досліди з вивчення маловідомих на той час речовин, які вважалися невід'ємно важливими для нормального функціонування людського організму, отримали міжнародне визнання. Разом з іншим дослідником макроелементів Фредеріком Гоуленд Гопкінсом Ейкман розділив грошову винагороду отримавши 1/2 від частки. Оскільки на той час голландський вчений тяжко хворів, через цю обставину він не зміг приїхати до Стокгольма особисто, щоб прочитати свою Нобелівську лекцію, але надіслав текст редактору Les Prix Nobel для публікації. Помер Ейкман в Утрехті 5 листопада 1930 року після тривалої хвороби. За життя був двічі одружений. Першою дружиною була уродженка селища Волвега провінції Фрисландія — Алтьє Вігері ван Едема (нід. Aaltje Wigeri van Edema, 1858—1886). Шлюб був не тривалим та подружжя не мало дітей, оскільки Алтьє раптово померла у двадцяти семи річному віці. Через два роки Ейкман одружився з уродженкою поселення Ломадьянг (нід. Loemadjang) Східної частини Яви — Бертою Юлією Луїзою ван дер Кемп (нід. Bertha Julie Louise van der Kemp, 1869—1940). У шлюбі у них з'явився син Пітер Гендрік ван дер Кемп (нід. Pieter Hendrik van der Kemp, 1892—1959) який згодом обрав професію лікаря.

## Дослідження хвороби бері-бері
Метою діяльності Ейкмана в нідерландській Ост-Індії було дослідження та виявлення причини виникнення хвороби бері-бері. На початковому етапі він вважав, що хвороба викликана бактеріями. Щоб дослідити це, Ейкман мав тварин, інфікованих певними бактеріями, але в них хвороба не розвинулася. Він дійшов висновку, що для отримання результату необхідно витримати триваліший період інкубації. Щоб підтвердити це припущення, Христіан придбав курей й інфікував декількох з них, тоді як інші не були піддані жодному патогену. Попри це в результаті досліду всі кури захворіли. Ейкман вважав, що здорові кури заразилися хворобою від початково інфікованих курей. Щоб довести це, він купив ще одну партію птиці й тримав їх в окремих клітках. Однак, згодом всі кури виявилися хворими. На цей раз Ейкмана припустив, що вся його лабораторія була заражена, тому він помістив нових курей в нове місце. Всі особи нової партії птиці також захворіли. Успіх подальшого дослідження був викликаний випадковим спогляданням. Ейкман помітив, що курей для його дослідів годували полірованим рисом, закупленим для харчування армії. Через кілька місяців армійський кухар припинив готувати такий рис. Разом з цим змінився й раціон курей, яких, як і солдат, почали годували не полірованим рисом із лушпинням. Після цієї зміни дієти стан здоров'я хворих швидко покращився. Ейкман помітив саме ці зміни в кормах для курей і зробив висновок, що обидва види корму повинні були мати такі відмінності, де один з них містив агент (речовину), який запобігав або вилікував бері-бері. Ейкман продовжив свої спостереження за наступними стадіями хвороби та проводив розтини. Він встановив, що клінічні зміни у хворих курей були ідентичні змінам при авітамінозі та описав гістологічні ураження, типові для ендемічного перніциозного поліневриту. Він назвав виявлений стан — polineuritis galliniarium. У більш пізніх дослідженнях Ейкман довів, що хвороба не була викликана зміною у крові, диханні, температурі чи через клімат. Була виключена роль білка та мінеральних речовин рисового лушпиння у розвитку захворювання.

У 1885 році він почав співпрацювати з головою управління охорони здоров'я острова Яви Адольфом Вордерманом й проводив масштабні дослідження, залучаючи до них ув'язнених. Зміна раціону харчування допомогла багатьом з них одужати. З 95 тисяч ув'язнених, які їли не полірований рис, лише 9 захворіли, тоді як частота захворювання в групі зі 150 тисяч ув'язнених, які їли полірований рис, становила 4 200 осіб. Ці результати дозволили Ейкману довести, що зміна раціону харчування (зокрема, припинення вживання полірованого рису) зіграла свою роль у профілактиці та лікуванні захворювання. Після того, як Ейкман оприлюднив результати своїх досліджень він став об'єктом нападок зі сторони своїх колег. Було вказано на ймовірні помилки, які він разом із Вордерманом могли допустити під час дослідів. Вченим вказували на те, що вони не змогли достеменно встановити який із елементів рисової сировини мав лікувальну дію. Це негативно позначилось на вплив їхніх досліджень у науковій спільноті. Додатковим негативним чинником для дослідження Ейкмана та Вордермана стало те, що їхня праця була надрукована лише нідерландською мовою. Вчені на той час почали припускати, що справа не стільки, що речовина в рисовому лушпинні є протиотрутою від хвороби, скільки в тому, що хворобу викликає дефіцит саме цієї речовини. Згодом було висунуте припущення про те, що деякі речовини можуть бути необхідними для нормального функціонування організму. Однак, саму речовину так і не вдавалося виділити. Лише у 1911 році Казимир Функ остаточно виділив речовину з рисового лушпиння і назвав її «аміном», а речовини необхідні для життя — «vitae animae» (які пізніше скоротив до «vitamine»). Вже після смерті Ейкмана хімічну структуру речовини зміг схарактеризувати Роберт Раннелс Вільямс в 1933, а синтезувати тіамін лише в 1936 році.

Дослідники хвороби викликаної дефіцитом тіаміну
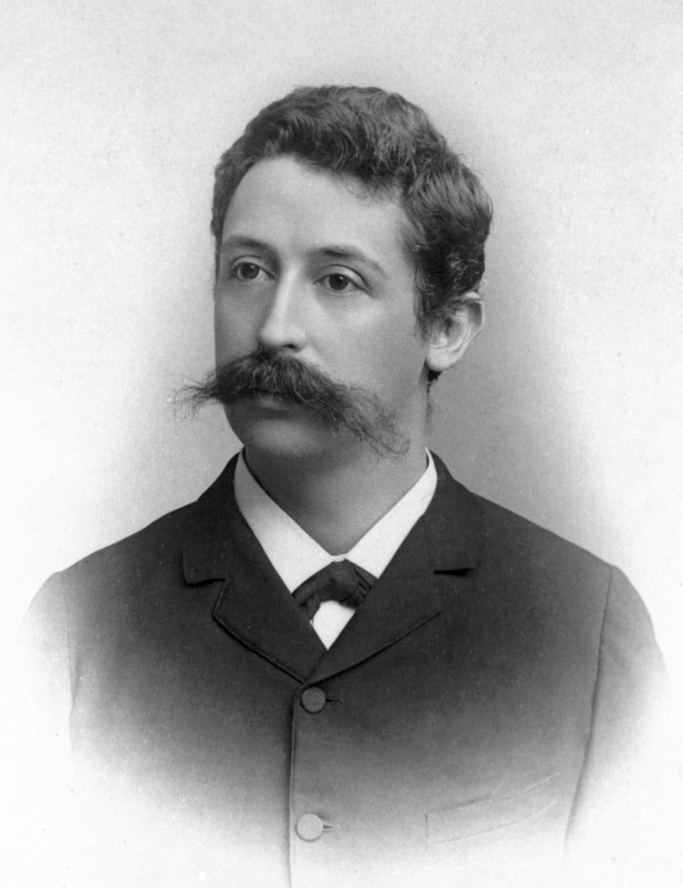
Христіан Ейкман
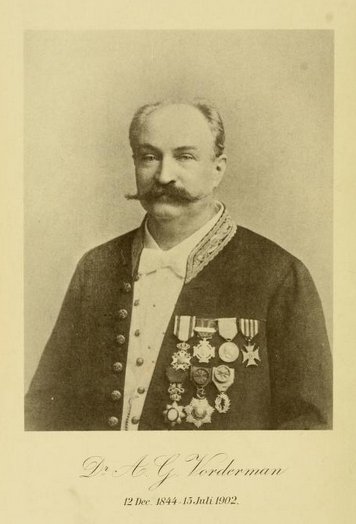
Адольф Вордерман
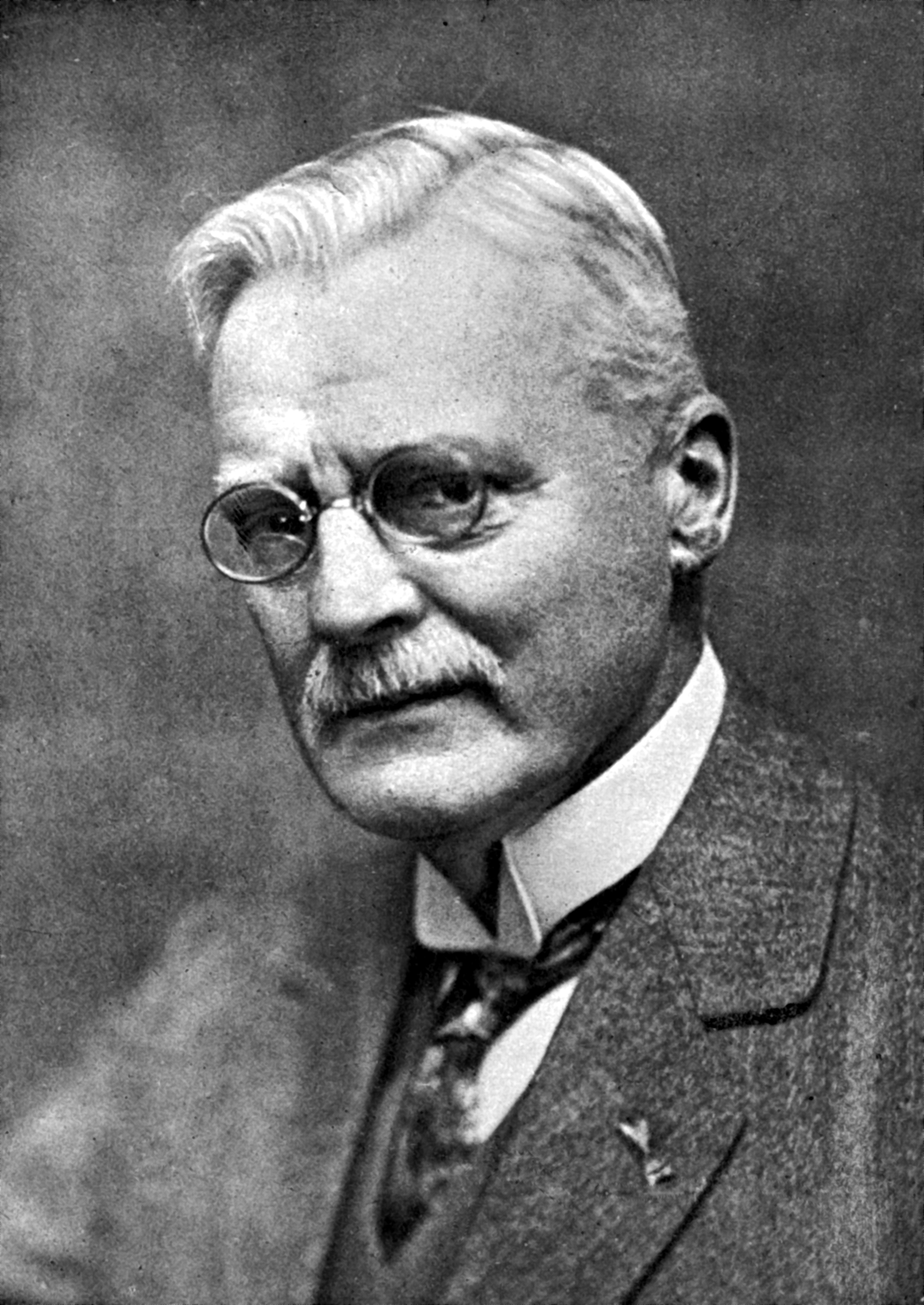
Геріт Грейнс

## Пам'ять

### Медаль
Медаль імені Христіана Ейкмана (нід. De Eijkman Medaille) є нагородою для підтримання та заохочення дослідників, які проводять інноваційні та критично важливі дослідження в галузі глобальної охорони здоров'я. Кандидати можуть висувати себе особисто або бути висунутими колегами. Перша медаль була вручена в 1927 році й з того часу лауреатами стали 53 особи. Останнім з них був Теун Баузема (нід. Teun Bousema), професор та епідеміолог з інфекційних захворювань Університету Неймегену, Нідерланди. Спочатку нагородженими могли бути лише голландці, але у 2022 році було вирішено нагородити двома медалями: одну місцевому вченому, а іншу — вченому не голландського походження. Проте, головною умовою, окрім видатного внеску в дослідження пов'язаного з глобальною охороною здоров'я, залишається вимога до кандидата працювати в нідерландському університеті чи установі або тісно співпрацювати з ними.

### Інше

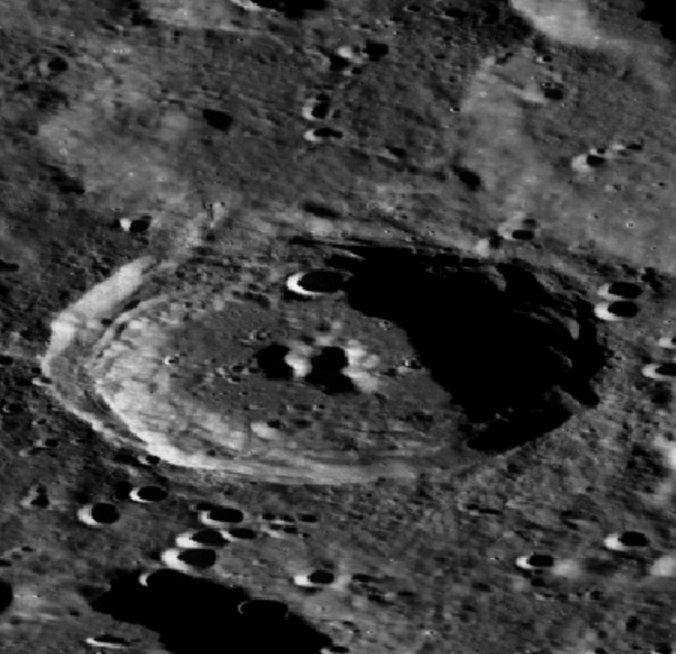
Кратер Ейкман

Ейкман — місячний метеоритний кратер, розташований на зворотному боці південної півкулі Місяця. В діаметрі має 56.36 км, а глибина — 3 км. Знаходиться приблизно в половину діаметра кратера на південний схід від більшого кратера Леметра. З південно-західного напрямку межує з кратером Кроммелін, а на північному сході — Фізо. Вал цього кратера чітко виражений та не був суттєво змінений ударами метеоритів.
Мис Ейкмана — (65°37′ пд. ш. 64°10′ зх. д.) є кінцівкою скелястого відрогу, що виступає в затоку Леру від західного узбережжя півострова Барісон на узбережжі Ґреяма, Земля Ґреяма, на західній стороні входу до бухти Макробія та в 4 морських милях на південний схід від мису Нуньєса. Його вперше було нанесено на карту Британською експедицією до Землі Ґреяма під керівництвом Джона Раймілла в 1934—1937 роках. На честь Ейкмана мис було названо Комітетом антарктичних топонімів Великої Британії в 1959 році.
9676 Ейкман — астероїд головного поясу, відкритий 24 вересня 1960 року. Тіссеранів параметр щодо Юпітера — 3,207.

## Публікації
Нижче наведений перелік публікацій за авторством Христіана Ейкмана:
- Eijkman C and Universiteit van Amsterdam. 1883. «Over Polarisatie in De Zenuwen.» Dissertation. Universiteit van Amsterdam.
- Eijkman C. & Koninklijke Natuurkundige Vereeniging in Nederlandsch-Indië. (1889). Over het onderzoek van bacteriën. Ernst. Batavia
- Eijkman C. Physiologie Van Den Mensch Leerboek Ten Gebruike Bij Het Onderwijs Aan De School Tot Opleiding Van Inlandsche Geneeskundigen. Batavia: Landsdrukkerij; 1893
- Eijkman C. (1888). Leiddraad bij het electrisch onderzoek van beri-beri lijders. Landsdrukkerij. Retrieved February 15 2023
- Eijkman C. (1990). Polyneuritis in chickens or the origin of vitamin research: papers. Hoffman-la Roche. First English edition of papers by Christiaan Eijkman published 1890—1896
- Eijkman C. Ferguson B. W. & Eek J. W. van. (1896). Leerboek der scheikunde ten behoeve van het onderwijs aan de school voor inlandsche geneeskundigen. Landsdrukkerij. Batavia
- Eijkman C. (1898). Over gezondheid en ziekte in heete gewesten. J. van Druten, Utrecht
- Eykman C. & Eijkman C. (1907). Hygiënische strijdvragen. W.L. & J. Brusse, Rotterdam
- Eijkman C. (1913). Simplex non veri sigillum. s.n. Utrecht
- Eijkman C. (1901). Specifieke antistoffen. Bohn. Haarlem
- Eijkman C. (1905). De gistingsproef bij 46 graden celsius als hulpmiddel bij het wateronderzoek. Marius, Utrecht
- Eijkman C. & Club van Nederlandsche Vogelkundigen. (1930). The european anatidae: an easy method of identifying swans geese and ducks. De Club van Nederlandsche Vogelkundigen.
- Eijkman C. (1930). Antineuritisches vitamin und beriberi: nobel-vortrag. Norstedt. Stockholm
- Eijkman C. & Luyken R. (1990). Polyneuritis in chickens: or the origin of vitamin research: first english edition of papers by christiaan eijkman published 1890—1896 lying at the root of international vitamin research: issued on the occasion of the eijkman centennial (1990). Hoffmann-la Roche.